# 喻懷仁
喻懷仁，字近之，雲南曲靖府南寧縣人。清朝官員，同進士出身。

## 生平
喻懷仁為道光十六年（1836年）丙申恩科進士，候選知縣。因其父至靈壽任職，懷仁特回籍照顧其母。母病，懷仁割己肉救治。母親病故後，懷仁悲痛不已，終日號哭，因此生病。
守喪結束後，被授官福建羅源知縣，到任伊始便革除積弊，培植書院，并修葺石渡橋。在任僅四十五日即卒。光緒《雲南通志》將其事列入《孝友傳》。